# خوليو انخيل فرنانديز
خوليو انخيل فرنانديز (بالإسبانية: Julio Ángel Fernández) (و. 1946 – م) هو عالم فلك من الأوروغواي . ولد في مونتيفيديو .